# کامی کوره‌نوری
کامی کوره‌نوری (به ژاپنی: 亀井 茲矩 Kamei Korenori); ۱ ژانویهٔ ۱۵۵۷ – ۲۷ فوریهٔ ۱۶۱۲) سامورایی و دایمیو ملازم خاندان آماگو در ولایت ایزومو اهل ژاپن بود.